# Wrecking Ball (album d'Emmylou Harris)
Pour les articles homonymes, voir Wrecking Ball.
Albums de Emmylou Harris
Cowgirl's Prayer
(1993) Spyboy
(1996)
Wrecking Ball est un album de la chanteuse américaine de country rock Emmylou Harris sorti en 1995.
L'album a eu en 1995 le Grammy Award du meilleur enregistrement contemporain de musique folk. Le son est plus pop-rock que dans ses albums précédents. Il a été produit sous la direction de Daniel Lanois et avec l'aide notamment de Neil Young et Larry Mullen Jr (batteur de U2).

## Titres
1. Where Will I Be? [avec Daniel Lanois] (Daniel Lanois) – 4:15
2. Goodbye (Steve Earle) – 4:53
3. All My Tears (Julie Miller) – 3:42
4. Wrecking Ball (Neil Young) – 4:49
5. Goin' Back to Harlan (Anna McGarrigle) – 4:51
6. Deeper Well (David Olney, Lanois, Emmylou Harris) – 4:19
7. Every Grain of Sand (Bob Dylan) – 3:56
8. Sweet Old World (Lucinda Williams) – 5:06
9. May This Be Love [avec Daniel Lanois] (Jimi Hendrix) – 4:45
10. Orphan Girl (Gillian Welch) – 3:15
11. Blackhawk (Daniel Lanois) – 4:28
12. Waltz Across Texas Tonight (Rodney Crowell, Emmylou Harris) – 4:46

## Musiciens
- Emmylou Harris : chant, guitare
- Lucinda Williams : guitare
- Richard Bennett : guitare
- Steve Earle : guitare
- Malcolm Burn : guitare slide, basse, piano, orgue, synthétiseur, claviers, tambourin, vibraphone, batterie, chœurs
- Daniel Lanois : guitare, mandoline, basse, dulcimer, percussions, chœurs, production
- Tony Hall : basse, percussions
- Larry Mullen Junior : batterie
- Brian Blade : batterie
- Kufaru Mouton : percussions
- Sam O'Sullivan : roto toms
- Neil Young : chant (titres 4 et 8), harmonica (titre 8)
- Daryl Johnson : chœurs
- Anna McGarrigle : chœurs
- Kate McGarrigle : chœurs